# Lamprocera latreillei
Lamprocera latreillei is een keversoort uit de familie glimwormen (Lampyridae). De wetenschappelijke naam van de soort is voor het eerst geldig gepubliceerd in 1819 door Kirby.